# Fredrik Magnus Piper

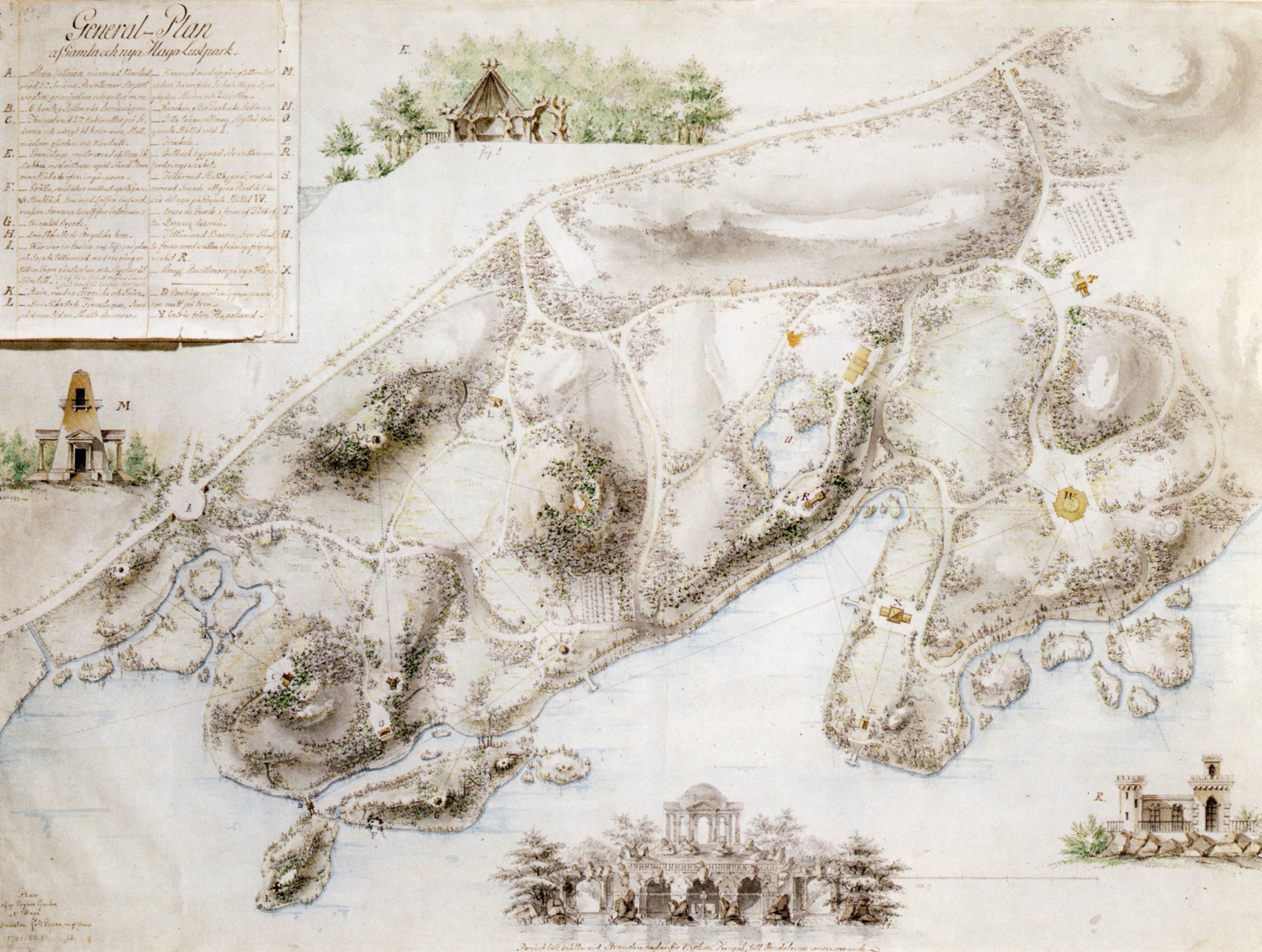
Pipers generalplan för Haga lustpark 1781.

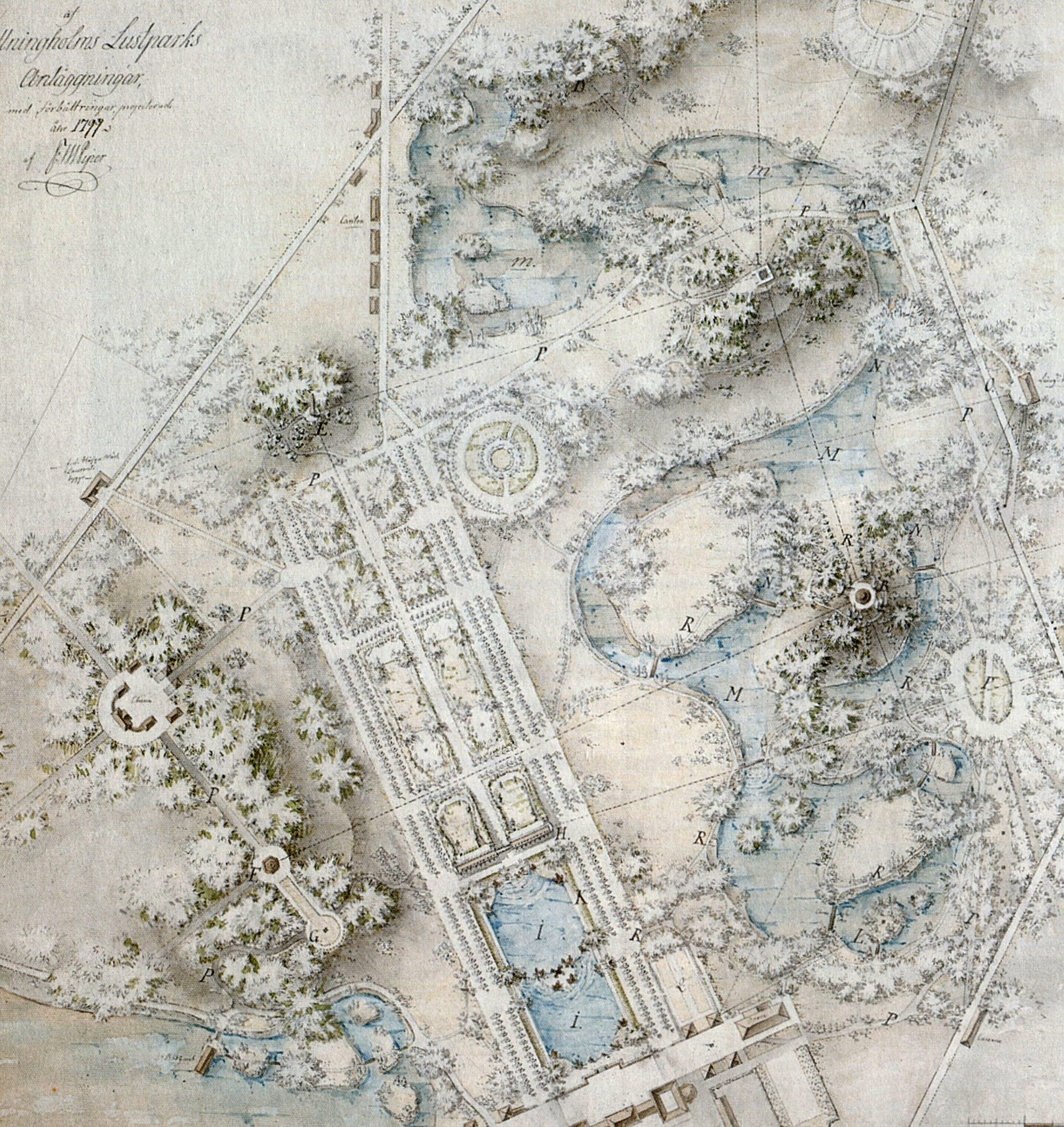
Generalplan för Drottningholms slottspark 1797.

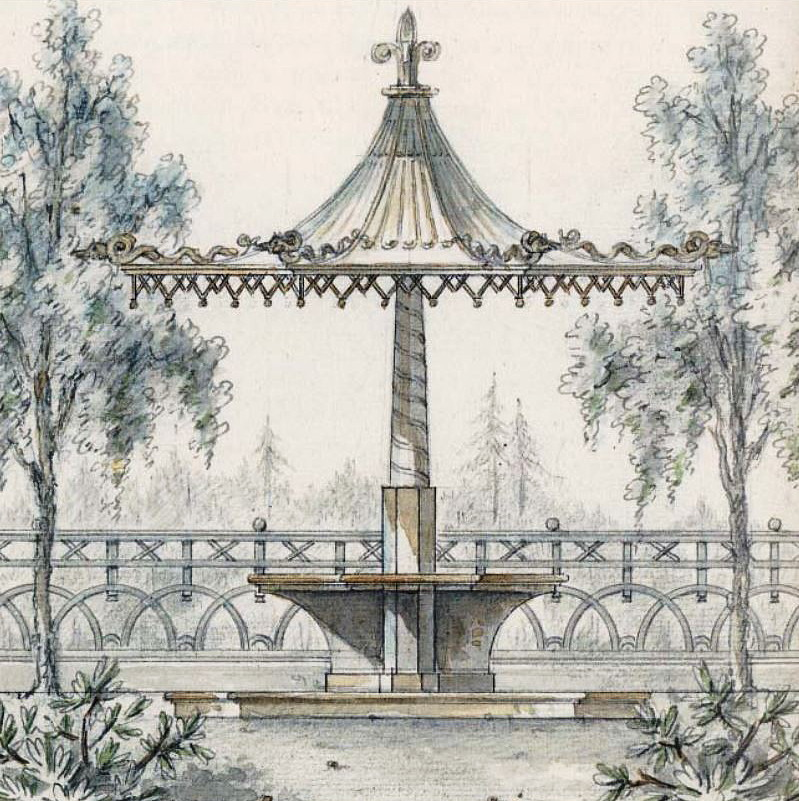
Förslag till parasol i Vällinge.

Fredrik Magnus Piper, född 3 april 1746 i Uppsala, död 22 februari 1824, var en svensk landskapsarkitekt och hovintendent, brorson till Peter Bernhard Piper.

## Utbildning
Fredrik Magnus Piper var en av sin tids främsta landskapsarkitekter och den förste utbildade trädgårdsarkitekten i Sverige. Under åren 1773–1780 fick han sin utbildning i Frankrike, Italien och England. I London arbetade han en tid hos den svensk-brittiske arkitekten Sir William Chambers, skaparen av Kew Gardens. Den engelska trädgårdsstilen, som just var högsta mode i Europa, med sina organiska, bevarande former och inte den betvingande, symmetriska trädgårdsarkitekturen gjorde stort intryck på Piper. Han kom hem från sina studieresor med mängder av skisser och ritningar och det var han som införde trädgårdsarkitekturens idé för en engelsk park i Sverige.

## Liv och verk
Fredrik Magnus Piper utsågs av Gustav III till planarkitekt och intendent för de kungliga lustparken. 1781 presenterade han en generalplan för en engelsk park vid Haga, Hagaparken i Solna och 1786 på Brunnsvikens Tivolihalvö, Tivoli (Solna). 
Han planerade även den engelska parken vid Drottningholms slott 1781–1810 samt Bellevueparken i Stockholm. 1786 uppfördes den Turkiska kiosken efter hans ritningar i Hagaparken. 1791 ritade han det nyklassicistiska Listonhill på Djurgården och Bjärka-Säby slott i Östergötland. 1799 blev han direktör för byggnadsskolan på Konstakademien i Stockholm. 1809 lade han ett förslag till en ny begravningsplats i Lund, Norra Kyrkogården. Har var även arkitekten bakom den engelska parken vid Forsmarks bruk i Uppland och den vid Godegårds bruk i Östergötland. Piper är representerad vid bland annat Nationalmuseum.
Idag påminner Pipers väg i Bergshamra och Pipers park, som är en del av Tivoliparken i Solna, om Fredrik Magnus Piper.